# Mogera imaizumii
Espèce
Synonymes
- Mogera minor (Kuroda, 1936)
- Mogera minor Kuroda, 1936

Statut de conservation UICN

 LC  : Préoccupation mineure
Mogera imaizumii est une espèce de Mammifères de la famille des Talpidés (Talpidae). C'est une taupe endémique du Japon.

## Habitat et répartition

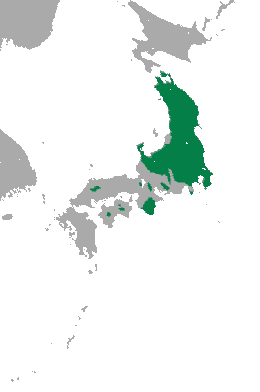
Carte de répartition au Japon.

Mogera imaizumii est un animal terrestre asiatique.
Cette taupe est endémique du Japon.

## Classification
Cette espèce a été décrite pour la première fois en 1957 par le zoologistes japonais Nagamichi Kuroda (1889-1978).
Classification plus détaillée selon le Système d'information taxonomique intégré (SITI ou ITIS en anglais) :
 Règne : Animalia ; sous-règne : Bilateria ; infra-règne : Deuterostomia ; Embranchement : Chordata ; Sous-embranchement : Vertebrata ; infra-embranchement : Gnathostomata ; super-classe : Tetrapoda ; Classe : Mammalia ; Sous-classe : Theria ; infra-classe : Eutheria ; ordre : Soricomorpha ; famille des Talpidae ; sous-famille des Talpinae ; tribu des Talpini ; genre Mogera.
Traditionnellement, les espèces de la famille des Talpidae sont classées dans l'ordre des Insectivores (Insectivora), un regroupement qui est progressivement abandonné au XXIe siècle.

### Synonymes
- Mogera minor Kuroda, 1936[1]
- Mogera wogura minor Kuroda, 1936[1]
- Mogera minor (Kuroda, 1936)[3]